# Leptolalax nokrekensis
Espèce
Synonymes
- Leptobrachium nokrekensis Mathew & Sen, 2010 "2009"

Leptolalax nokrekensis est une espèce d'amphibiens de la famille des Megophryidae.

## Répartition
Cette espèce est endémique du parc national de Nokrek dans l’État du Meghalaya en Inde.

## Étymologie
Son nom d'espèce, composé de nokrek et du suffixe latin -ensis, « qui vit dans, qui habite », lui a été donné en référence au lieu de sa découverte, le parc national de Nokrek.

## Publication originale
- Mathew & Sen, 2010 "2009" : Description of a new species of Leptobrachium Tschudi, 1838, (Amphibia: Anura: Megophryidae) from Meghalaya, India. Records of the Zoological Survey of India, vol. 109, no 3, p. 91-108.